# Antarchaea pyralomima
Antarchaea pyralomima är en fjärilsart som beskrevs av Edward P. Wiltshire 1962. Antarchaea pyralomima ingår i släktet Antarchaea och familjen nattflyn. Inga underarter finns listade i Catalogue of Life.